# Yann Tiersen
Yann Pierre Tiersen, född 23 juni 1970 i Brest i Frankrike, är en fransk kompositör och musiker. Tiersen har bland annat skrivit musiken till filmerna Amelie från Montmartre (2001) och Good Bye, Lenin! (2003). Han har släppt ett flertal skivor, bland annat Rue des Cascades (1996), Le Phare (1997) och Tout est Calme (1999). Yann Tiersen använder sig i sina kompositioner bland annat av dragspel, violiner, viola och piano.
Hans musik är känd för att framföras på en mängd olika instrument i relativt minimalistiska kompositioner, ofta med en touch av antingen europeisk klassisk musik eller fransk folkmusik, framförallt innehåller den piano, dragspel eller fiol tillsammans med instrument som melodica, xylofon, Ondes Martenot, leksakspiano, cembalo och skrivmaskin. Hans mer lekfulla verk har jämförts med Penguin Cafe Orchestra och Pascal Comelade, medan hans mer seriösa verk mer påminner om Frédéric Chopin, Erik Satie, Philip Glass och Michael Nyman. Tiersens musik brukar förutom minimalism förknippas med musikstilen avantgarde.
Med Tiersens senaste album, Dust Lane (2010) och Skyline (2011), debuterade han på skivbolaget ANTI- och visade upp en ny inriktning med mindre kompositioner och med inslag av postpunk.

## Diskografi

### Studioalbum
- 1995 - La Valse des Monstres
- 1996 - Rue des Cascades
- 1998 - Le Phare
- 2001 - L'Absente
- 2005 - Les Retrouvailles
- 2010 - Dust Lane
- 2011 - Skyline

### Soundtrack
- 2001 - Amélie
- 2003 - Good Bye, Lenin!
- 2008 - Tabarly

### Livealbum
- 1999 - Black Session: Yann Tiersen
- 2002 - C’était ici
- 2006 - On Tour

### Singlar och EP
- 1999 - Tout est Calme (med The Married Monk)
- 2010 - PALESTINE (vinyl-EP)